# NS4 (VHC)

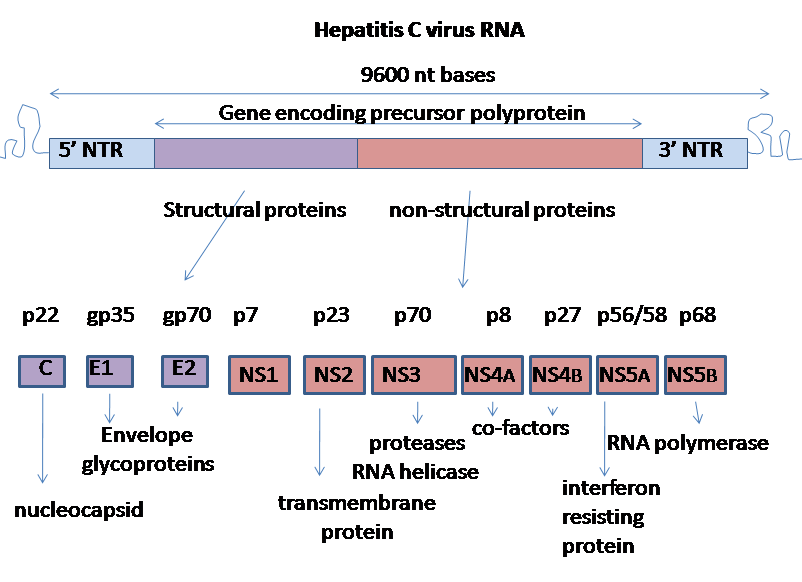
HCV genome

NS4 (virus hepatitis C) es una proteína viral en la hepatitis C.